# Žezlo

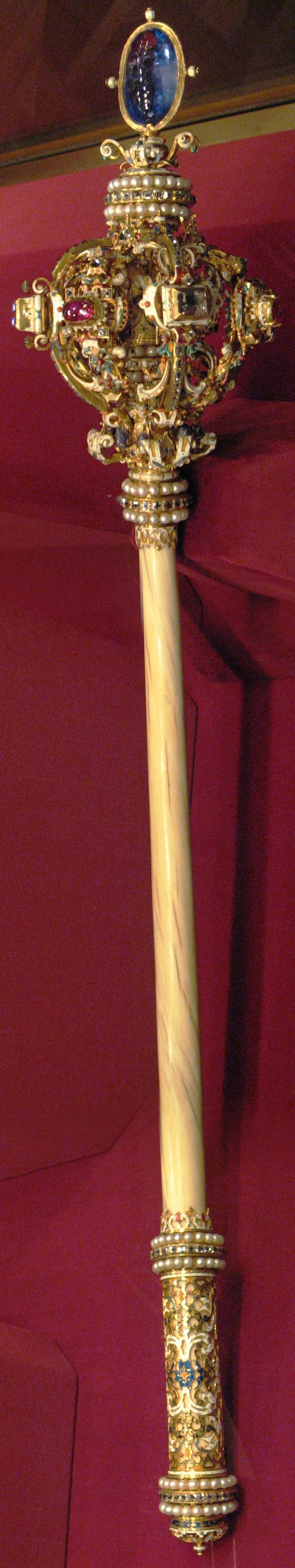
Rakouské císařské žezlo

Žezlo (z řeckého σχήπτρον skeptron: hůl, berla; skeptein: podpírat se) je součást korunovačních klenotů. Bývá to „na jeden loket dlouhá“ hůl z drahého kovu, zpravidla bohatě zdobená a posázená drahokamy. Je symbolem světské moci panovníka, zejména císaře a krále, později též knížete.

## Žezlo jako symbol moci
Žezlo  – tradiční symbol nejvyšší vojenské hodnosti, stejně jako např. polské berło a jiné obdobné insignie, je odvozená od palcátu, zbraně podobné kladivu, jež se také tak drží. Dnes je symbolem polského maršála.
Také prezident Ukrajiny obdrží při uvedení do funkce společně s úředním řetězem tzv. bulavu (Булава), která slouží jako symbol moci. Právo nosit maršálskou hůl, druh žezla, měli i němečtí velkoadmirálové nebo maršálové pozemního vojska. Z bojových bakulí (palcátů) je odvozena úřední berla (ceremonial maces), jež se používají jak v britském parlamentním systému, tak na anglo-amerických univerzitách.
Jednu zvláštnost má také Francie: francouzský král s sebou nosil dvě žezla: jedno do výše hlavy a jedno kratší, které symbolizuje spravedlnost („main de justice“). Na jedné malbě od Françoise Gérarda z roku 1805 se nachází odpovídající podoba Napoleona v korunovačním ornátu.